# Fugulyán Katalin
Fugulyán Katalin (Ópalánka, 1888. január 24. – Kolozsvár, 1969. július 23.)  örmény-magyar szemész orvos, orvosi szakíró, az első erdélyi orvosnők egyike.

## Családja
Az erdélyi örmény Fugulián / Fugulyán család leszármazottja.

## Életútja
Már orvostanhallgatóként két pályaművét díjazták a kolozsvári orvosi fakultáson, s azokat Imre József professzor az egyetem évkönyvében (1909–11) ismertette. Tanársegéd a szemészeti klinikán Kolozsvárt, 1920-tól 1938-ig iskolaorvos és középiskolai tanár, 1940 és 1944 között egyetemi adjunktus, majd 1944–45-ben a magyar nyelvű szemészeti előadások megbízott egyetemi tanára. A két világháború közt az Erdélyi Múzeum-Egyesület (EME) orvostudományi szakosztályában számos népegészségügyi előadást tartott, szakírásait az EME Értesítője, a budapesti Magyar Népegészségügyi Szemle és a kolozsvári Orvosi Szemle közölte.